# Über den Beweis des Geistes und der Kraft
Über den Beweis des Geistes und der Kraft ist ein Text, den Gotthold Ephraim Lessing 1777 im Zusammenhang mit dem berühmt gewordenen Fragmentenstreit verfasst hat.

## Entstehung
Entstanden ist der Text als eine Reaktion auf eine Schrift des Theologen Johann Daniel Schumann mit dem Titel  Über die Evidenz der Beweise für die christliche Religion. Darin versuchte dieser die Göttlichkeit der christlichen Religion zu beweisen, welche zuvor in den von Lessing veröffentlichten Fragmenten eines Ungenannten, neben vielem anderen die christliche Religion betreffend, angezweifelt wurde. Im Vergleich zu anderen Texten Lessings, welche während des Fragmentenstreits entstanden, zeichnet sich dieser durch seinen geringen Umfang aus.

## Inhalt
Lessing greift in seinem Text keineswegs das Christentum an oder zweifelt an seinem Wert. Er wendet sich lediglich gegen die Behauptung, man müsse dem Christentum Glauben schenken, weil in der Bibel von so vielen Wundern und erfüllten Prophezeiungen berichtet wird, was nur dem Einfluss Gottes zu verdanken sei. Lessing meint nun eben in seiner Erwiderung, dass dies nur Berichte davon sind und Berichte selbst keine Wunder oder erfüllte Prophezeiungen seien. Er selbst aber habe nie ein solches Wunder gesehen oder erlebt, dass eine Prophezeiung wahr werde und könne sie deswegen auch nicht als Beweise ansehen. Sie seien genauso zuverlässig wie jede beliebige historische Wahrheit. In diesem Zusammenhang tätigte er die häufig zitierte Aussage: „Zufällige Geschichtswahrheiten können der Beweis von notwendigen Vernunftswahrheiten nie werden“. Darüber hinaus kritisiert er Äußerungen, wonach die Wahrheit egal sei, da das Ergebnis so gut sei. Deswegen müsse sich sein Glaube auf etwas anderes berufen und ziehe hierzu seinen Verstand zu Rate.
Der oft zitierte Gedanke Lessings, der „garstige breite Graben“ (S. 13) trenne uns von weit zurückliegenden vergangenen Ereignissen, bringt den Hauptgedanken seiner Schrift auf den Punkt. Der historische Abstand und die fehlender Beweiskraft schriftlicher Überlieferung, in diesem Falle von biblischen Berichten, müssen respektiert werden. Protokollierte Beschreibungen von längst zurückliegenden Ereignissen sind kein Beweis dafür, dass diese Darstellungen der Wahrheit entsprechen.

## Wirkung
Auf dieses Schreiben folgte noch ein Brief Schumanns, in dem er jedoch klar sagte, sich zu den Thema nicht mehr äußern zu wollen. Darauf reagierte Lessing noch einmal seinerseits, doch Schumann als Diskussionspartner verschwand an dieser Stelle und machte Platz für andere. Was schlussendlich zu der Verfassung von Nathan dem Weisen führte.

## Textquellen
- Lessing, Gotthold Ephraim: Werke und Briefe.Hg. v. Wilfried Barner (u. a.). Bd. 8 Werke 1774–1778.  Deutscher Klassiker Verlag, Frankfurt am Main 1989, ISBN 3-618-61125-0.
- von Düffel, Peter: G.E. Lessing. Nathan der Weise. Erläuterungen und Dokumente. Reclam, Stuttgart 2000, ISBN 3-15-008118-1.